# Morikawa Yuki
Yuki Morikawa (森川 裕基 Morikawa Yūki, sinh ngày 7 tháng 1 năm 1993 ở Kyoto) là một cầu thủ bóng đá người Nhật Bản. Anh thi đấu cho Kamatamare Sanuki.

## Sự nghiệp thi đấu
Yuki Morikawa gia nhập câu lạc bộ tại J2 League; Kamatamare Sanuki năm 2015.

## Thống kê câu lạc bộ
Cập nhật đến ngày 22 tháng 2 năm 2018.
| Thành tích câu lạc bộ | Thành tích câu lạc bộ | Thành tích câu lạc bộ | Giải vô địch | Giải vô địch | Cúp                   | Cúp                   | Tổng cộng | Tổng cộng |
| Mùa giải              | Câu lạc bộ            | Giải vô địch          | Số trận      | Bàn thắng    | Số trận               | Bàn thắng             | Số trận   | Bàn thắng |
| Nhật Bản              | Nhật Bản              | Nhật Bản              | Giải vô địch | Giải vô địch | Cúp Hoàng đế Nhật Bản | Cúp Hoàng đế Nhật Bản | Tổng cộng | Tổng cộng |
| --------------------- | --------------------- | --------------------- | ------------ | ------------ | --------------------- | --------------------- | --------- | --------- |
| 2015                  | Kamatamare Sanuki     | J2 League             | 6            | 0            | 2                     | 1                     | 8         | 1         |
| 2016                  | Kamatamare Sanuki     | J2 League             | 11           | 0            | 2                     | 0                     | 13        | 0         |
| 2017                  | Kamatamare Sanuki     | J2 League             | 6            | 1            | 1                     | 1                     | 7         | 2         |
| Tổng                  | Tổng                  | Tổng                  | 23           | 1            | 5                     | 2                     | 28        | 3         |